# ФК Ал Ахли Каиро
Ал Ахли Спортинг Клуб, познатији као Ал Ахли је египатски фудбалски клуб. Основан је априла 1907. Ал Ахли је 2000. год. проглашен од стране КАФ-а за најбољи клуб 20. века.
Клуб је освојио 144 званичних трофеја (117 домаћих и 27 међународних) што га чини најтрофејнијим клубом на свету. Од 2014. Ал Ахли је постао други најтрофејнији клуб на свету и по броју међународних трофеја (24), престигавши Боку јуниорс, Милан и Индепендијенте (сви по 18) после победе у КАФ Супер купу 2014 (испред је само Реал Мадрид са 26 међународних титула).

## Историја
Ал Ахли је основан 1907. од стране лидера Студентске уније у главном граду Египта, којима је било потребно место на којем ће се окупљати током борбе против колонизације.
Дана 25. фебруара 1907. год, Амин Сами је одабрао име 'Ахли' (на српском: Национални) за новоосновани клуб јер је одговарало њиховом циљу. Основан је као друштво са ограниченом одговорношћу са почетним капиталом 5000 ЕГП. Први председник клуба био је Енглез Мичел Инс, који је помогао у оснивању клуба. 1911. створен је фудбалски клуб у оквиру спортског друштва.
Године 1922, одлучено је да чланови клуба могу бити само Египћани, чиме је Ал Ахли добио епитет народног клуба, који је актуелан и данас. Он је далеко најпопуларнији клуб у Африци, незванично, са 50 милиона присталица широм континента, међутим за његове навијаче везује се и једна трагедија. По завршетку утакмице са ФК Ел Масријем у Порт Саиду 1. фебруара 2012. год., домаћи навијачи напали су госте, а у нередима су живот изгубиле 74 особе (по неким извештајима и више).
Ал Ахли је почео да доминира у египатском шампионату током 40их година прошлога века. Током 80их година прошлога века постаје успешан и на континенталном нивоу, освајањем Афричког Купа шампиона за клубове 1982. и 1987. године. Опет је тријумфовао у преименованом такмичењу КАФ Лиги шампиона 2001, 2005, 2006, 2008, 2012, 2013, 2020. и 2021. године. Он је најтрофејнији клуб у Африци са 10 титула у Лиги шампиона, 4 титула Купа победника купова, 8 титула Супер купа и један трофеј Афро-Азијског клупског првенства.
2001. године, Ал Ахли је на прослави прроглашења најбољег клуба у 20ом веку у Африци, победио најбољи клуб 20ог века Европе Реал Мадрид резултатом 1:0. 
Ал Ахли је први клуб који је учествовао две године заредом на Светско клупско првенство у фудбалу 2005. и 2006. године, као и 2012. и 2013. године. Освојио је бронзану медаљу 2006. године, поставши први клуб из Африке који је освојио медаљу у том такмичењу, а исти успех је поновио 2020. године. Такође Ал Ахли је тим који је највише пута учествовао на Светско клупско првенство у фудбалу укупно 5 пута од 10 такмичења.

## Грб
Ал Ахли је променио три грба у својој историји. Први је осмишљен 1907. год., и био је важећи до 1952. год. када је избила Египатска револуција. Други грб је трајао од 1952. до 2007. год., када је осмишљен нови дизајн грба за стогодишњицу постојања клуба. Грб се састоји од две црвене и једне беле пруге, са црним орлом у лету на средини грба.

Изнад грба се налазе 4 звездице које представљају 40+ титула у националном шампионату. Испод грба се налази 10 звездица које представљају 10 титула у КАФ Лиги шампиона.
- 1907–1952
- 1952–2007
- , 2007–

## Боје
Od osnivanja, igrači Al Ahlija nose crvene dresove, bele šortseve i crvene štucne (čarape), međutim, povremeno su šortsevi crne boje, zbog orla koji se nalazi na grbu. Treća boja, koja se koristi za rezervnu garnituru dresova je tamno plava.

## Савршена сезона
Године 2006. Ал Ахли је освојио Египатску лигу, Египатски куп, Египатски Супер куп, КАФ Лигу шампиона, КАФ Супер куп и бронзану медаљу на Светском клупском првенству у фудбалу. То је била најуспешнија сезона у историји клуба.

## Трофеји
Укупан број трофеја: 144 — Бронзане медаље са Светског клупског првенства у фудбалу 2006. и 2020. године се не рачунају као трофеји.

### Међународна такмичења
- Светско клупско првенство
  - Бронзана медаља, 2006, 2020
  - четврто место, 2012
  - шесто место, 2005, 2008, 2013
- Афро–Азијски куп
  -  : Победник (1) : 1988

### Афричка такмичења
- КАФ Лига шампиона
  -  : Победник (10) : 1982, 1987, 2001, 2005, 2006, 2008, 2012, 2013, 2020, 2021 (рекорд)
  -  : Другопласирани (4) : 1983, 2007, 2017, 2018
- КАФ Куп победника купова
  -  : Победник (4) : 1984, 1985, 1986, 1993 (рекорд)
- КАФ Куп Конфедерација
  -  : Победник (1) : 2014
- КАФ Супер куп
  -  : Победник (8) : 2002, 2006, 2007, 2009, 2013, 2014, 2020, 2021 (рекорд)
  -  : Другопласирани (2) : 1994, 2015

### УАФА такмичења
- Арапски Куп шампиона
  -  : Победник (1) : 1996
  -  : Другопласирани (1) : 1997
- Арапски Куп победника купова
  -  : Победник (1) : 1994
- Арапски Супер куп
  -  : Победник (2) : 1997, 1998 (рекорд)

### Домаћа такмичења

#### Лига
- Премијер лига Египта
  -  : Победници (45) 1948/49, 1949/50, 1950/51, 1952/53, 1953/54, 1955/56, 1956/57, 1957/58, 1958/59, 1960/61, 1961/62, 1974/75, 1975/76, 1976/77, 1978/79, 1979/80, 1980/81, 1981/82, 1984/85, 1985/86, 1986/87, 1988/89, 1993/94, 1994/95, 1995/96, 1996/97, 1997/98, 1998/99, 1999/2000, 2004/05, 2005/06, 2006/07, 2007/08, 2008/09, 2009/10, 2010/11, 2013/14, 2015/16, 2016/17, 2017/18, 2018/19, 2019/20, 2022/23, 2023/24, 2024/25 (рекорд)
  -  : Другопласирани (12) 1966/67, 1977/78, 1983/84, 1987/88, 1990/91, 1992/93, 2000/01, 2001/02, 2002/03, 2003/04, 2014/15, 2020/21
- Лига Каира
  -  : Победници (16) 1924/25, 1926/27, 1927/28, 1928/29, 1930/31, 1933/34, 1934/35, 1935/36, 1936/37, 1937/38, 1938/39, 1941/42, 1942/43, 1947/48, 1949/50, 1957/58 (рекорд)

#### Куп
- Куп Египта (35 самосталних титула, 2 титуле су поделили са ФК Замалек 1943 и 1958)
  -  : Победници (37) : 1924, 1925, 1927, 1928, 1930, 1931, 1937, 1940, 1942, 1943, 1945, 1946, 1947, 1949, 1950, 1951, 1953, 1956, 1958, 1961, 1966, 1978, 1981, 1983, 1984, 1985, 1989, 1991, 1992, 1993, 1996, 2001, 2003, 2006, 2007, 2017, 2020 (рекорд)
  -  : Другопласирани (15) : 1926, 1932, 1933, 1935, 1938, 1944, 1952, 1959, 1973, 1976, 1997, 2004, 2010, 2015, 2016
- Супер куп Египта
  -  : Победници (12) : 2003, 2005, 2006, 2007, 2008, 2010, 2011, 2014, 2015, 2017, 2018, 2022 (рекорд)
  -  : Другопласирани (3) : 2009, 2015, 2019
- Султан Хусеин Куп
  -  : Победници (7) : 1923, 1925, 1926, 1927, 1929, 1931, 1938 (рекорд)
  -  : Другопласирани (4) : 1928, 1934, 1935, 1936
- Куп Уједињене Арапске Републике (док је постојала УАР )
  -  : Победници (1) : 1961 (рекорд)
- Египатски Куп федерација
  -  : Победник (1) : 1989 (рекорд)

## Други спортови
Спортско друштво Ал Ахли има клубове и у другим спортовима. Ал Ахли клубови у рукомету, одбојци, атлетици и кошарци су победници многих домаћих, Афричких и Арапских такмичења.